# Superestructura (construcció naval)

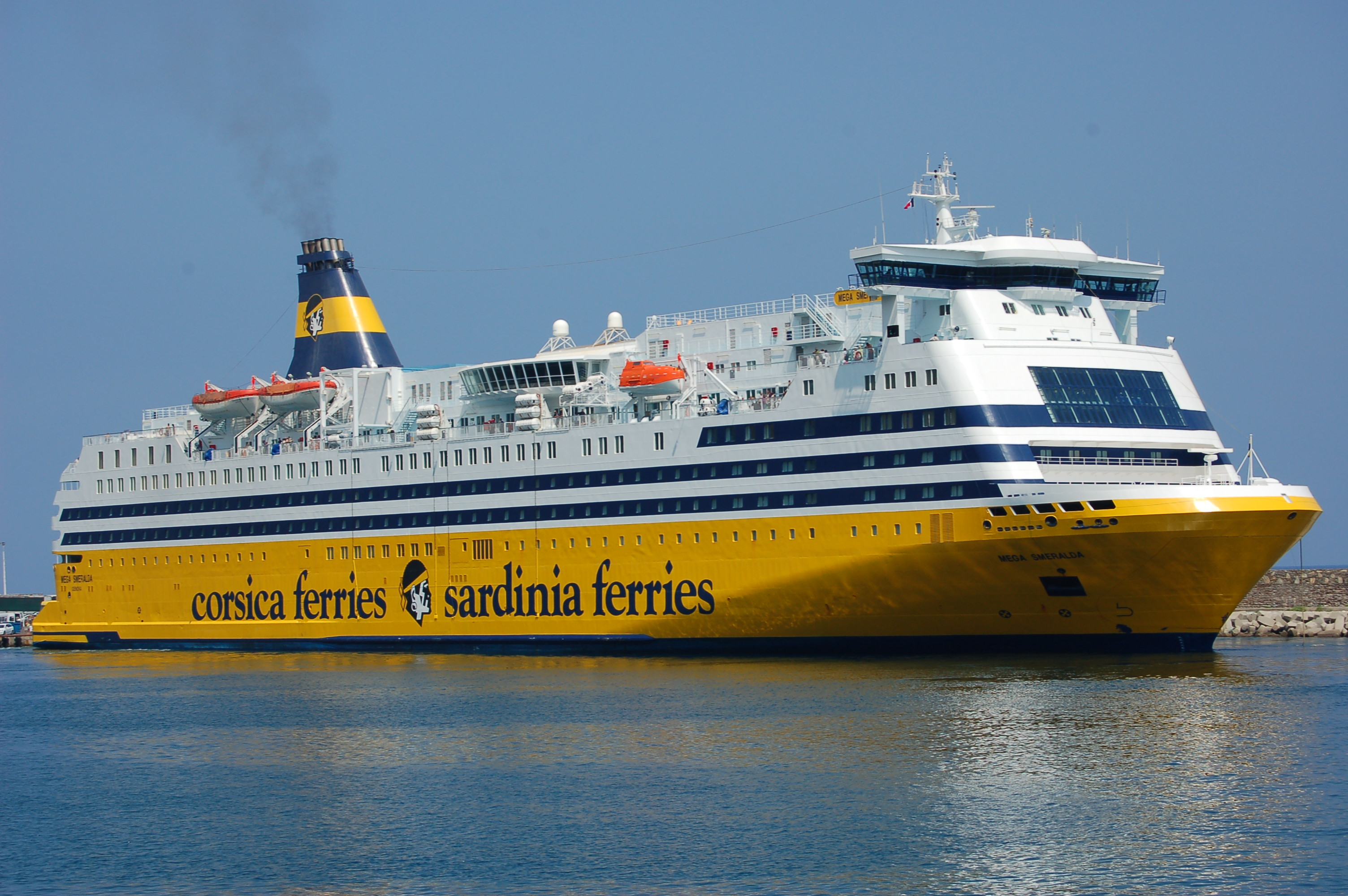
El Mega Esmeralda amb una superestructura de ratlles blaves pintades de blanc s'estén per tota la longitud del vaixell. La part inferior de la nau pintada de groc és el buc.

Una superestructura en construcció naval és la construcció damunt el buc. La paraula prové del verb llatí, superstruere («bastir damunt»).

Ubicació de la superestructura en un portaavions

La superestructura consisteix en les parts d'una nau construïdes per sobre de la coberta principal. No se sol incloure els pals o qualsevol de les torretes d'armament. Cal tenir en compte que en els temps moderns, les torres no sempre disposen d'artilleria naval, però poden portar llançadores de míssils o armes de guerra antisubmarina.
La mida de la superestructura d'una embarcació pot tenir moltes implicacions, ja que poden alterar la rigidesa estructural, els seus desplaçaments, o tant un com l'altre. Aquests poden ser perjudicials per al rendiment del vaixell si no es tenen en compte els inconvenients. L'alçada i el pes de la superestructura a bord d'un vaixell també afecta la quantitat de francbord que requereix aquest tipus de vaixells al llarg dels seus costats, fins a la seva línia de flotació.